# Rebelión de Nicolás Bravo
La Rebelión de Nicolás Bravo fue un conflicto armado encabezado por las luchas entre el Partido Yorkino y el Partido Escocés.

## Antecedentes
Luego de la Rebelión de Hernández, de Lobato, de Stavoli y de León, el debate entre la expulsión de los españoles continuó. La idea de expulsar a los españoles surgió desde la Independencia de México, y en seis años, la Rebelión del Plan de Hernández, los Intentos de Reconquista en México, la conspiración de Joaquín Arenas y la conspiración de 4 de octubre de 1823 dieron fundamento a esa misma idea que en esos años se convirtió en arma de partido. En agosto de 1827 la legislatura del Estado de México había discutido la expulsión de los españoles del territorio del Estado, cuestión fundamentada en el caso del padre Arenas. 
Hacia fines de ese mismo año el gobierno y muchos de los estados recibían denuncias de una gran reacción que tenía por objeto la destrucción de las instituciones nacionales y sobre las mismas la imposición de las de Fernando VII y de los españoles residentes en la república. En ninguno de los casos estos avisos tuvieron fundamento alguno que pudiera comprobarse, más bien eran estrategias para mantener la expectación general de los mexicanos y españoles residentes. 
Ya el 3 de agosto de 1827, cediendo a la gran presión popular, el Congreso de la Unión expide una ley que separaba a los españoles de todo servicio activo, aunque les dejaba el sueldo les correspondía. Es razonable, entonces suponer que en medio de tanto desorden y viendo comprometidos sus vidas e intereses, los españoles se inclinasen por el partido que más garantías les proporcionaba.

## Rebelión de Manuel González
En los primeros días de diciembre de 1827 un antiguo insurgente llamado Manuel González y que tenía el grado de teniente coronel logró reunir 2,000 hombres en Ajusco, pueblo situado a las faldas de la montaña del mismo nombre y a seis leguas de la capital. Desde ese lugar escribió un Plan de expulsión de españoles protestando no dejar las armas hasta que no salieran del país. González envió el Plan a Lorenzo de Zavala, gobernador del Estado, residente de la ciudad capital San Agustín de las Cuevas, hoy Tlalpan, a dos leguas del pueblo de Ajusco. En San Agustín, una parte de la población reuniose con los sublevados ya que estos se encontraban en contra de Zavala, porque sabían de la oposición que hacía en contra de esa medida. De los 21 diputados de la legislatura local, 11 habían provocado la ley de expulsión; el vicegobernador del mismo, Manuel Reyes Veramendi, era uno de los más fuertes propugnadores de la expulsión, y el gobernador tenía motivos fundados para creer que la asonada era obra de Reyes y algunos diputados.
Al mismo tiempo que Manuel González, Pedro Espinosa, un teniente coronel, se levantó en los Llanos de Apám con 500 hombres de caballería para respaldar el mismo intento, dejando entrever el movimiento que se preparaba a lo largo y ancho de todo el Estado de México en el mismo sentido. En el valle de Toluca, por ejemplo, Pascual Muñiz y Ramón Parres levantaron otro tanto con 2000 hombres. 
En el sur, Acapulco, Estado de Guerrero, el general Isidoro Montes de Oca y el Coronel Juan N. Álvarez se pronuniciaron a favor de la expulsión. Finalmente, el 1 de octubre la legislatura del Estado de México el decreto de expulsión de todos los españoles del territorio de aquel estado, exceptuando a los física y moralmente imposibilitados a salir, y auxiliando de cierta manera a los que no tuvieran los medios de verificarlo. El más notable promovedor de este decreto fue Epigmenio de la Piedra, cura de Yautepec, y antiguo partidario del gobierno español. En contra, por ejemplo se encontraban Félix Lope de Vergara, Miguel González Caraalmuro y Juan Ignacio Castorena. La mayoría estuvo a favor de la ley, y el gobernador Zavala no pudo hacer observaciones, porque teniendo al Consejo de Estado, presidido por Reyes Veramendi, en contra, y bastando la mayoría en la legislatura para que una ley se publique y obligue su sanción, su oposición hubiera sido inútil y es probable que hubiese aumentado la irritación general. 
En el Estado de México residían los españoles más ricos de toda la República, y las fincas que les pertenecían a su salida, comenzaron a decaer. Aún tenían el recurso de pasar a residir a la Ciudad de México, que es el Distrito Federal, sin poder transitar por el territorio del Estado que rodea gran parte de aquella pequeña área. Es de hacer notar de lo injusto de esta acción que entre los españoles que fueron expulsados se hallaban los que el año anterior habían entregado el navío Asia y el bergantín Constante al Estado Mexicano.

## Rebelión de Nicolás Bravo
El movimiento de González no fue un movimiento aislado, sino la consecuencia de la derrota de la Rebelión del Plan de Hernández, en la que parecía todo estaba previsto para emprender una nueva campaña con éxito. El teniente coronel Pedro Espinosa controló de los Llanos de Apám hasta Pachuca con una fuerza de 300 hombres, sirviendo de núcleo para la revolución proyectada. Para darle crédito a la misma, el Partido Escocés que venía de perder a nivel local la Rebelión de Veracruz de 1827 necesitaba poner a la cabeza del movimiento a un personaje que fuera reconocido por su patriotismo y buena reputación, muy ligado con los intereses del partido y con sus correligionarios. 
Lo cierto es que no había que esforzarse mucho para dar con él, el general Nicolás Bravo, jefe del Partido Escocés, que se había colocado en las filas de oposición al gobierno, no obstante llevaba la investidura de Vicepresidente de la República, lo que ponía los focos rojos de nueva cuenta en el país ya que un alto funcionario que tenía el deber de conservar el orden y de presentarse como digno modelo de prudencia se ponía a la cabeza de un movimiento armado. 
Cuando los escoceses estuvieron listos y creyeron en el éxito de sus alianzas, se lanzaron de nueva cuenta al combate, publicando un plan, según Lorenzo de Zavala, por un administrador de hacienda de Ignacio Adalid, y según José María Tornel, por el teniente coronel Manuel Montaño, dependiente de José Adalid. El Plan es el siguiente:
- El supremo gobierno hará iniciativa de ley al Congreso general de la Unión, para la exterminación en la República de toda clases de reuniones secretas, sea cual fuere su denominación y origen.

- El supremo gobierno renovará en lo absoluto las secretarías de su despacho, haciendo recaer semejantes puestos en hombres de reconocida providad, virtud y mérito.

- Expedirá sin pérdida de tiempo el debido pasaporte al enviado cerca de la República Mexicana por los Estados Unidos.

- Hará cumplir exacta y religiosamente nuestra Constitución federal y leyes vigentes.

Creyeron entonces los escoceses y los novenarios la prudencia y moderación de Guadalupe Victoria como una ventaja, lanzando una rebelión que buscaba ser rápida y contundente. Al enterarse Victoria de los compromisos de Bravo, comisionó a individuos de su confianza para que lo retrajeran de su propósito, pero sin frutos. Inclusive, Victoria al considerar a Bravo como su compañero y amigo, hizo caso omiso a los consejos de su Ministro de Guerra de aprehesarlo cuando se sabía el rumbo que tomaba y su posición. Victoria escribió a su ministro: "Para que se justifiquen, las providencias del gobierno contra el señor Bravo, es indispensable que él mismo ponga en evidencia su conducta a los ojos de la nación". 
Conocido el Plan de Montaño y los principales personajes que lo apoyaban, el 31 de diciembre, Bravo acompañado de su secretario Francisco Vidaurri, abandonaba la capital tomando el camino de Azcapotzalco con intención de dirigirse al Mezquital; en México, por su parte quedaron a la cabeza del movimiento José Antonio Facio y Pedro Landero. Alarmado el gobierno por estas acciones, puso en acción sus recursos para sofocar con rapidez el levantamiento. El ministro Manuel Gómez Pedraza no desperdició un momento, disponiendo que al norte de la capital, centro de las fuerzas sublevadas se reuniese una fuerte división de soldados al mando del general Vicente Guerrero, yorkino que marchó rápidamente a ocupar su puesto, pues consideraba que del éxito de la primera batalla dependía la existencia del gobierno y del partido que lo apoyaba. 
El gobierno del Distrito Federal quedó a cargo de Ignacio Esteva, puesto frente a los levantados que habían ganado a varios piquetes de tropas y gran parte del 4.º Regimiento de Infantería de acuerdo al ministro de guerra y al presidente del Congreso, en ese entonces José María Tornel, se reforzaron las guardias cambiándosele inmediatamente de oficiales para evitar todo movimiento subversivo. Por su parte el general Vicente Filisola, que había remplazado al general Francisco Antonio Berdejo, en conjunto con el gobernador Esteva, redoblaron la vigilancia de la policía. Con tan eficaces precauciones, tanto Facio como Landero consideraron inútiles todas sus tentativas, poniéndose a salvo el primero disfrazado de fraile y el segundo por su amistad con el diputado Tornel. 

### Campaña de Bravo
A diferencia de los demás, Bravo marchó a Tulancingo, lugar muy débil como punto militar, en vez de emprender su marcha hacia el sur, donde contaba con numerosas simpatías y con puntos más estratégicos para enfrentar mejor la resistencia. 
A su llegada, con una fuerza de unos mil hombres, se dispuso a parapetarse, esperando a Vicente Guerrero que en poco más de un día podía llegar a enfrenatrlo, como efectivamente sucedió, sin darle tiempo a Bravo para defenderse, librándose la Batalla de Tulancingo. Bravo fue derrotado, conducido a la capital para ser juzgado.

## Veracruz
En otro frente de Batalla, en Veracruz, se secundó el Plan de Tulancingo, pues ya habían sabido de la iniciativa del 3 de diciembre en una comunicación del Congreso general pidiendo la expulsión de los españoles a la mayor brevedad posible. En un comunicado, la legislatura veracruzana acogía de mal grado las manifestaciones de los pueblos que pedían el extrañamiento fuera del Estado, cosa que no entraba en las miras de los escoceses con quienes los españoles se habían ligado fuertemente. Es decir, no es de admirar que al producirse el plan de Tulancingo la legislatura se pronunsiase a favor de ella, y que contradiciendo a su anterior petición, enviara una nueva iniciativa al gobierno general se adoptaban puntos del Plan de Montaño. 
El pronunciamiento de las primeras autoridades de Veracruz era un acontecimiento grave, por cuanto no podían considerarse despreciables los recursos de aquella entidad política, y porque se daba indicio de que no sólo aquel estado, sino otros donde la influencia de los escoceses era importante, pudieran levantarse en contra del gobierno y crear un verdadero conflicto en la República. 
Para fortuna del gobierno de entonces, la rápida derrota de Nicolás Bravo en Tulancingo hizo que la escena cambiara, y que el gobernador Miguel Barragán, que se encontraba organizando fuerzas en Veracruz, abandonara el puesto al saber que el coronel Juan José Azcárate y el Coronel Crisanto Castro, con 200 infantes y 400 a caballo respectivamente, y dos piezas de artillería intentaban atarcarlo. 
En la fuga, fueron detenidos el general Barragán y el coronel Manuel López de Santa Anna, quienes fueron encarcelados en San Juan de Ulúa, pasando luego a la Fortaleza de San Carlos de Perote, y luego a la capital. 
En Orizaba, aunque se intentó secundar el movimiento, no pudieron lograr nada. El ayuntamiento se opuso enérgicamente y el coronel Francisco Berna al mando de sus 100 soldados de infantería, 20 artilleros volantes y 30 dragones del 12 Regimiento de caballería arrestó al jefe Vicente Segura, a su secretario Manuel Argüelles y Garmendia y al regidor Mariano Bezares y Caballero.

## Rebelión de San Luis Potosí de 1828
En San Luis Potosí la rebelión fue promovida por José Gabriel de Armijo y el coronel Antonio Gaona, quienes, viendo malogrados sus intentos tuvieron que huir. A Gaona se le hizo prisionero en el punto de Horcasitas. En este movimiento sedisioso también figuró el general Mariano Paredes y Arrillaga.

## Destierro
Bravo y Barragán salieron desde Acapulco con dirección a Guayaquil, a pesar de que el Congreso les había destinado Chile. Armijo, por su parte, tuvo que quedarse en México por causa de una enfermedad avanzada. Los pocos oficiales heridos de la acción de Tulancingo permanecieron en México sin pena alguna.